# Boa Vista (Vitória da Conquista)
Boa Vista é um bairro de classe média situado na Zona Sul de Vitória da Conquista, no estado brasileiro da Bahia. Nele estão presentes diversos condomínios de casas e apartamentos. Recentemente começou a receber um processo de verticalização. É um bairro relativamente novo, que começou a ser formado a partir do início do século XXI. As principais avenidas são a Luís Eduardo Magalhães, Gilenilda Alves, Laura Nunes e a recém-inaugurada J. Pedral Sampaio, a Av. Perimetral, que liga o Boa Vista ao bairro Candeias. Em 2010, tinha uma população de 9.773 habitantes e 2.973 domicílios.